# Microrregión de Santo Antônio de Pádua
Santo Antônio de Pádua es una de las  microrregiones del estado brasileño de Río de Janeiro pertenecientes a la mesorregión del Noroeste Fluminense. Posee un área de 2.244,889 km² y su población fue estimada en 2006 por el IBGE en 124.678 habitantes y está dividida en seis municipios.

## Municipios
- Aperibé
- Cambuci
- Itaocara
- Miracema
- Santo Antônio de Pádua
- São José de Ubá

- Datos: Q2719347